# Rebecca Parris
Rebecca Parris (nombre de nacimiento, Ruth Blair MacCloskey; Newton (Massachusetts), 28 de diciembre de 1951 – 17 de junio de 2018) fue una cantante de jazz estadounidense. Durante su carrera, apareció junto a Count Basie, Buddy Rich, Wynton Marsalis, Gary Burton o Dizzy Gillespie. Actuó en el Festival de Jazz de Monterey, el Festival de Jazz del Mar del Norte, el Festival de Jazz de Oslo y el Festival Internacional de Jazz Flotante. Ganó los Premios de la Música de Boston nueve veces.

## Biografía
Parris era la más joven de tres hijas del matrimonio formado por los músicos Edmund M. MacCloskey y Shirley Robinson. Sus nombres artísticos los obtuvo, respectivamente, de su propio apodo, Becky (adquirido a temprana edad debido a su aparente parecido con el personaje principal de Rebecca of Sunnybrook Farm), y de la canción de Cole Porter "I Love Paris".

## Acogida de la crítica
"Me recuerda un poco a Carmen McRae cuando escucho a Rebecca", dijo Ron DellaChiesa, disc jockey de jazz de WGBH (FM) en Boston. "Y un poco a Sarah Vaughan. Creo que está a ese nivel".
"Sarah Vaughan y Carmen McRae fueron mis amigas en vida, y fue una gran bendición conocerlas", dijo Parris. "Y ser aceptada como una de ellas fue enorme".

## Discografía
| Año  | Título                           | Sello                    |
| ---- | -------------------------------- | ------------------------ |
| 1984 | A Passionate Fling               | Shira                    |
| 1990 | Love Comes and Goes              | Entertainment Exclusives |
| 1993 | Spring                           | Musicmasters             |
| 1994 | A Beautiful Friendship           | Altenburgh               |
| 1994 | It's Another Day con Gary Burton | GRP                      |
| 1998 | Live at Chan's                   | Shira                    |
| 1999 | Double Rainbow                   | Shira                    |
| 2001 | My Foolish Heart                 | Koch                     |
| 2002 | The Secret of Christmas          | Shira                    |
| 2007 | You Don't Know Me                | Saying It with Jazz      |